# Filistione di Locri
Filistione di Locri (Locri Epizephyrii, IV secolo a.C. – ...) è stato un medico greco antico.
Vissuto nel IV secolo a.C.,  fu il principale esponente della scuola medica siceliota, esercitando la medicina anche alla corte di Dionisio II di Siracusa. Secondo Callimaco fu maestro di Eudosso di Cnido.
Le sue concezioni fisiologiche erano basate sui quattro principi del caldo, freddo, secco e umido, che associava hai quattro elementi di Empedocle: fuoco, aria, terra e acqua. Già alcuni critici antichi gli attribuivano due trattati di dietetica inseriti nel corpus ippocratico: il De salubri victus ratione e il De victus ratione. Secondo Ateneo, scrisse anche un Manuale di cucina.
Oribasio gli attribuisce l'invenzione di una macchina per ridurre le lussazioni degli arti.

## Edizione dei frammenti
M. Wellmann, Die Fragmente d. Sikelischen  Ärzte (1901).